# Silva Escura (Sever do Vouga)
Silva Escura ist ein Ort und eine ehemalige Gemeinde (Freguesia) im portugiesischen Kreis Sever do Vouga. Die Gemeinde hatte 1599 Einwohner (Stand 30. Juni 2011).
Am 29. September 2013 wurden die Gemeinden Silva Escura und Dornelas zur neuen Gemeinde União das Freguesias de Silva Escura e Dornelas zusammengeschlossen. Silva Escura ist Sitz dieser neu gebildeten Gemeinde.